# Sveti Peter
Sveti Peter (wł. San Pietro dell’Amata) – wieś w Słowenii, w gminie Piran. W 2018 roku liczyła 392 mieszkańców.